# Medulloblastoma
Il medulloblastoma è il tumore cerebrale maligno più frequente nell'infanzia. Il picco d'incidenza si verifica nei bambini di età tra i 2 e i 7 anni. Il maggior rischio di ammalarsi rimane nell'età pediatrica, poiché la neoplasia è molto rara nella popolazione adulta (oltre 21 anni).
Questo tumore è tipico della fossa cranica posteriore, ove si localizza in entrambi gli emisferi del cervelletto ovvero nel verme cerebellare ed essendo invasivo e a rapida crescita usualmente diffonde ad altre parti del sistema nervoso centrale (SNC) attraverso il liquor: può infiltrare il pavimento del vicino quarto ventricolo ed estendersi nella sua cavità, può anche passare nelle meningi. Più raramente, può dare metastasi extra SNC. I sintomi al presentarsi della neoplasia includono perdita di equilibrio, mancanza di coordinazione, diplopia, disartria e, a causa del coinvolgimento del quarto ventricolo (per il quale è comune un idrocefalo ostruttivo), i segni dell'idrocefalo, includenti cefalea, nausea, vomito, andatura instabile.
La risonanza magnetica usualmente rivela una lesione massiva a significativo contrast enhancement coinvolgente il cervelletto. Come sopra si diceva, il medulloblastoma ha un'alta propensione a infiltrare localmente le leptomeningi, così come a propagare attraverso lo spazio subaracnoideo per coinvolgere i ventricoli, la convessità cerebrale, le superfici leptomeningee spinali. Di conseguenza risulta necessario sottoporre a risonanza l'intero asse cranio-spinale.
È affidato alla chirurgia il compito di rimuovere quanto più è possibile della massa rappresentata dalla lesione, infatti residui tumorali postchirurgici conferiscono una prognosi peggiore. Pure foriera di prognosi non favorevole è la presenza di cellule tumorali nel liquido cerebrospinale ovvero la rilevazione alla risonanza di metastasi leptomeningee.
La chirurgia da sola di solito non è curativa, tuttavia può risultarlo, in certi casi, l'aggiunta di radioterapia all'asse cranio-spinale, con focalizzazione sul sito del tumore primario.
L'aggiunta di chemioterapia dopo la radioterapia aumenta il tasso di guarigione. Si utilizzano farmaci a base di platino (cisplatino o carboplatino), etoposide, e un agente alchilante (ciclofosfamide o lomustina) insieme alla vincristina.
Con appropriato trattamento, i casi di lunga sopravvivenza, superiore a 3 anni, per i pazienti di medulloblastoma, vanno dal 60% all'80%.

## Classificazione
Famiglie di tumori secondo la classificazione WHO del 2007.
- Tumori del tessuto neuroepiteliale
  - Tumori astrocitari
  - Tumori oligodendrogliali
  - Tumori oligo-astrocitari
  - Tumori ependimali
  - Tumori dei plessi corioidei
  - Altri tumori neuroepiteliali
  - Tumori neuronali e misti neuronali-gliali
  - Tumori della regione pineale
  - Tumori embrionali
- Tumori dei nervi cranici e spinali
- Tumori delle meningi
  - Tumori meningoendoteliali
  - Tumori mesenchimali
  - Lesioni melanocitiche primarie
  - Altre neoplasie riferite alle meningi
- Tumori ematopoietici
- Tumori a origine dalle cellule germinali
- Tumori della regione sellare
- Tumori metastatici

Nel box a destra sono elencate le famiglie di tumori del sistema nervoso centrale, secondo l'ultima (2007) classificazione WHO.
Stando a tale classificazione, in particolare, il medulloblastoma fa parte dei tumori embrionali, insieme ad altri due tipi di neoplasie, conformemente al seguente schema.
Tumori embrionali (Embryonal Tumours) 
- Medulloblastoma (Medulloblastoma, IDC-O 9470/3, WHO grade IV)
  - Medulloblastoma desmoplastico (Desmoplastic/Nodular Medulloblastoma, IDC-O 9471/3, WHO grade IV)
  - Medulloblastoma con estesa nodularità (Medulloblastoma with Extensive Nodularity, IDC-O 9471/3, WHO grade IV)
  - Medulloblastoma anaplastico (Anaplastic Medulloblastoma, IDC-O 9474/3, WHO grade IV)
  - Medulloblastoma a grandi cellule (Large Cell Medulloblastoma, IDC-O 9474/3, WHO grade IV)
- Tumore cerebrale neuroectodermico primitivo (CNS Primitive Neuroectodermal Tumour, IDC-O 9473/3, WHO grade IV)
  - Neuroblastoma cerebrale (CNS Neuroblastoma, IDC-O 9500/3, WHO grade IV)
  - Ganglioneuroblastoma cerebrale (CNS Ganglioneuroblastoma, IDC-O 9490/3, WHO grade IV)
  - Medulloepitelioma (Medulloepithelioma, IDC-O 9501/3, WHO grade IV)
  - Ependimoblastoma (Ependymoblastoma, IDC-O 9392/3, WHO grade IV)
- Tumore teratoide-rabdoide atipico (Atypical Teratoid/Rhabdoid Tumour, IDC-O 9508/3, WHO grade IV)

In parentesi tonda viene riportata la denominazione ufficiale del WHO-2007, insieme al codice ICD-O (International Classification of Diseases for Oncology, Classificazione Internazionale delle Malattie per l'Oncologia).
Viene poi aggiunto il WHO Grading (vedi Gradazione dei tumori del sistema nervoso centrale), con la sigla "WHO grade" seguita da numerazione romana.
Della definizione italiana si riporta la versione comunemente usata in letteratura. Le varianti sono indicate in corsivo.

## Storia
Apparso per la prima volta nel 1925 in una pubblicazione di Pearce Bailey e Harvey Williams Cushing, il termine medulloblastoma descrive una serie di neoplasie maligne della fossa cranica posteriore, soprattutto nei bambini.
Originariamente considerato come glioma, il medulloblastoma è attualmente classificato nei tumori embrionali (vedi sopra, alla sezione Classificazione).
Accenniamo ad alcune discrasie comuni in letteratura.
Anzitutto, la descrizione iniziale del medulloblastoma da parte di Bailey e Cushing (1925) ha suggerito quale cellula di origine il "medulloblasto",
un tipo di cellula ormai considerato non esistere.
Oltre a ciò, spesso s'incontra il termine medulloblastoma associato col termine PNET (Primitive Neuroectodermal Tumor) cioè "Tumore neuroectodermico primitivo", nella forma "Medulloblastoma/PNET", ovvero è detto esplicitamente che il medulloblastoma fa parte della categoria dei PNET.

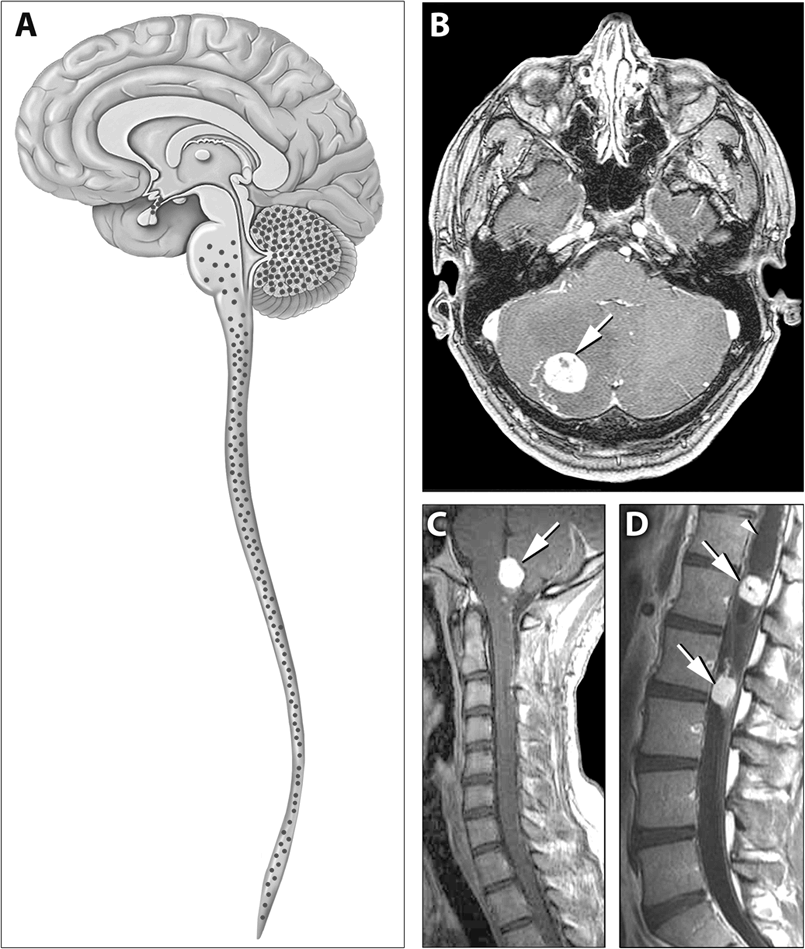
Tumori della fossa cranica posteriore: emangioblastoma

Questo fatto storicamente deriva da quanto segue.
A causa delle somiglianze fenotipiche, Michael N. Hart e Kenneth M. Earle in un celebre lavoro del 1973,
concentrarono una serie di tumori cerebrali pediatrici precedentemente conosciuti come medulloblastoma, pineoblastoma, neuroblastoma cerebrale e così via in un unico gruppo di tumori, che chiamarono "Tumori neuroectodermici primitivi" (naturalmente, teniamo presente che questi PNET del sistema nervoso centrale sono cosa ben diversa dai PNET del sistema nervoso periferico. In effetti, seguendo la Classificazione WHO, sempre più spesso in letteratura si preferisce la locuzione CNS-PNET laddove può darsi adito a equivoci).
Con l'avvento delle tecniche di biologia molecolare sono state meglio definite le distinzioni tra medulloblastoma cerebellare e PNET sopratentoriali. Nel 2002, Pomeroy e colleghi, utilizzando la profilatura trascrizionale, mostrano che i PNET sopratentoriali e il tumore teratoide-rabdoide atipico sono entità distinte le une dalle altre e ben distinte dai medulloblastomi. In aggiunta, essi mostrano che questi tre gruppi di tumori hanno prognosi nettamente diverse. Pomeroy e colleghi infine aprono all'ipotesi che il medulloblastoma in realtà comprende più di un singolo tipo di tumore.
Partendo da questo lavoro, Michael Taylor e il suo gruppo hanno dimostrato che i medulloblastomi si possono suddividere in almeno quattro sottotipi, sulla base dei profili di espressione genica. L'età alla presentazione e la prognosi sono distinte per ciascun sottotipo, suggerendo che si tratta effettivamente di tumori diversi. Questi autori propongono che le diversità possono derivare da cellule di origine differenti, che danno luogo a ciascun tipo di tumore;
ipotesi sostenuta anche da altri autori.
L'informazione sui PNET diversi dal medulloblastoma è più scarsa. Meihua Li e colleghi hanno recentemente riferito in merito all'uso di strategie avanzate di genetica per identificare i PNET più aggressivi.
Si può comunque globalmente concludere che i lavori di sottoclassificazione sin qui effettuati suggeriscono che il termine PNET ha esaurito la sua utilità nell'individuare complessivamente i tumori embrionali del sSistema nervoso centrale e che ogni tumore diverso precedentemente incluso nella classificazione di Hart e Earle del 1973 deve essere identificato con il suo proprio nome.

## Epidemiologia
Il medulloblastoma è un tumore maligno che colpisce prevalentemente i bambini, anche se non esclude gli adulti.
Questa neoplasia copre il 6%-8% di tutti i tumori del sistema nervoso centrale (SNC) e il 12%-25% di tali tumori in età pediatrica; negli adulti è molto raro, costituendo solo lo 0,4%-1% dei tumori del SNC per questa fascia di età.
Nei bambini il medulloblastoma rappresenta il tumore maligno del SNC più diffuso e la seconda neoplasia nei tumori cerebrali pediatrici, a seguito del solo astrocitoma.
Rappresenta fino al 38% di tutti i tumori pediatrici della fossa posteriore, e quindi la più frequente neoplasia pediatrica di tale tipo.
Dai dati della collezione singola più grande di medulloblastomi (532 casi), facente parte del programma SEER (Surveillance, Epidemiology, and End Results) del National Cancer Institute statunitense, si ricava che l'età media alla diagnosi, indipendentemente da età e sesso, è sui circa 13 anni (età mediana 9 anni), con la maggior parte (77,4%) dei pazienti che si ammala prima dei 19 anni.
All'interno di questo gruppo di malati più giovani, l'età media alla diagnosi è di 7,3 anni con piccoli picchi a 3 anni e 7 anni.
Quando consideriamo gli "adulti", variamente descritti in letteratura come aventi età superiore ai 15-18 anni, la maggior parte (63%) dei pazienti ha età compresa tra i 20 e i 40 anni.
Il medulloblastoma è una neoplasia rara sopra i 50 anni, anche se è stato segnalato il caso di un paziente con 73 anni al momento della diagnosi.
Casi di familiarità sono segnalati occasionalmente.
Circa il rapporto maschi/femmine, tra i pazienti di medulloblastoma il sesso maschile è presente per circa il 65%.

### Sede d'insorgenza

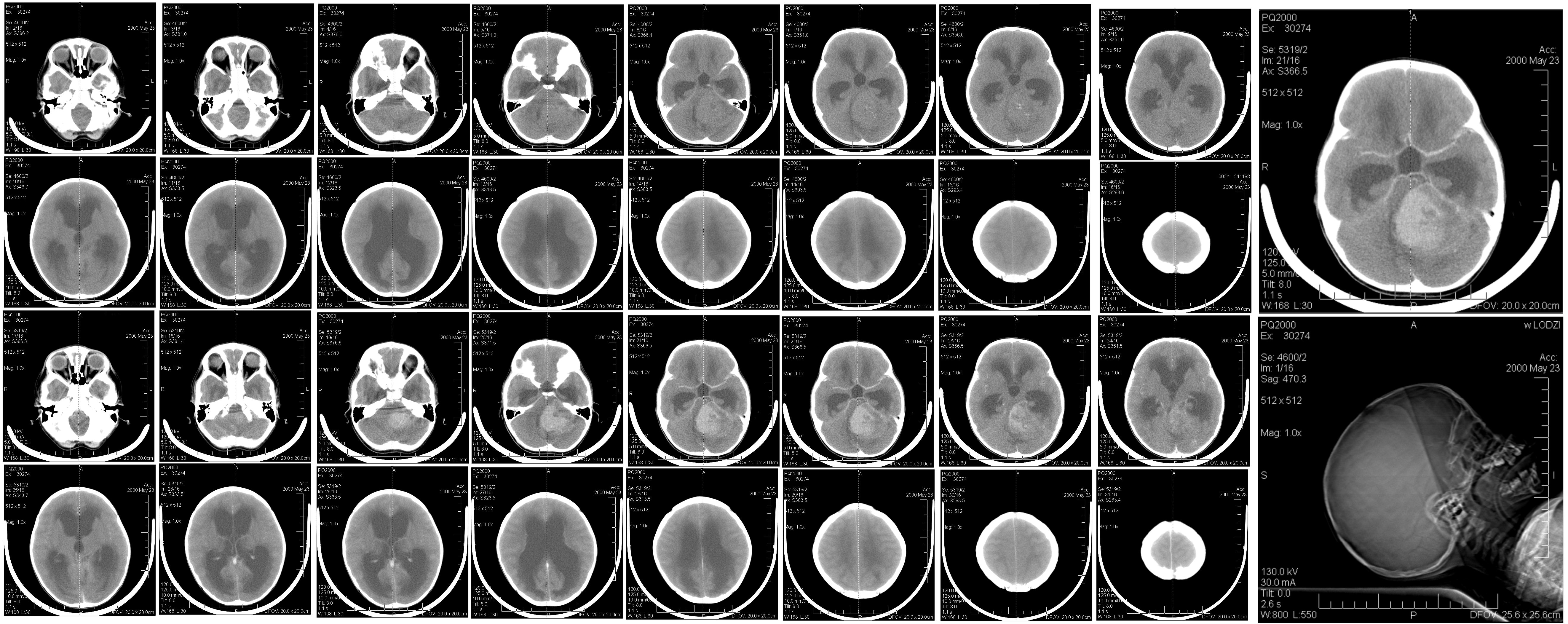
Tomografia computerizzata che mostra una massa tumorale nella fossa cranica posteriore, procurando un idrocefalo ostruttivo in una bambina di 6 anni

Il cervelletto è il luogo d'insorgenza di gran lunga più comune per i medulloblastomi (94,4% dei casi nello studio SEER già citato), e la maggior parte (>75%) di questi sorgono in prossimità del verme cerebellare, lo stretto ponte vermiforme che connette i due emisferi del cervelletto.
Posizioni più laterali all'interno dell'emisfero cerebellare sono tipiche quando questi tumori si manifestano nei bambini più grandi, negli adolescenti e negli adulti. Si ritiene che questa differenza di posizione possa essere collegata alla migrazione di cellule indifferenziate dal velo midollare posteriore in direzione laterale e superiore. Nei primi anni di vita, queste cellule si trovano ancora vicino alla linea mediana e teoricamente darebbero origine a tumori della linea mediana nel verme cerebellare. Più tardi con l'età, le cellule sono migrate lateralmente, e, di conseguenza, i tumori che si presentano durante questo periodo ci si aspetta che siano all'interno dell'emisfero cerebellare, lontano dalla linea mediana.
Abbastanza comune risulta l'infiltrazione del tronco encefalico (33% di 144 casi in una serie riportata da T. S. Park e collaboratori).
Altre sedi, meno comuni, includono il quarto ventricolo (3% dei casi), altre aree del cervello (2,1%), e il midollo spinale (0,6%).

### Incidenza
L'incidenza annua viene stimata in 0,5 su 100 000 bambini con meno di 15 anni.
Altri autori riportano valori compresi tra 1 su 178 000 e 1 su 201 000 bambini sino a 19 anni.

## Eziologia
Le cause del medulloblastoma non risultano ancora ben individuate e definite.

### Fattori di rischio
Dal momento che si verifica un picco d'incidenza durante l'infanzia, potrebbero svolgere un ruolo chiave fattori che operano nei primi periodi di vita.
Il peso alla nascita è stato spesso suggerito quale marcatore grezzo ma facilmente accessibile di esposizione prenatale. Però, solo una piccola percentuale di tale fattore è attribuibile a influenze genetiche; la maggior parte delle sue variazioni è determinata da fattori non genetici, quali lo stato nutrizionale, il peso corporeo ed eventuali malattie della madre, ovvero l'esposizione ambientale durante la gravidanza. T. Harder e collaboratori hanno effettuato una meta-analisi sull'associazione tra peso alla nascita e rischio di tumore cerebrale primario per tipi istologici specifici. Relativamente al medulloblastoma, il peso elevato alla nascita era positivamente associato a un aumentato rischio (odds ratio (OR) = 1,27; intervallo di confidenza al 95% (95% CI): 1,02-1,60).
Recenti studi si sono soffermati sull'infezione quale potenziale fattore eziologico. Uno studio caso-controllo in Inghilterra ha valutato vari fattori perinatali e il loro impatto sui tumori cerebrali infantili.
Gli autori hanno trovato che i figli di madre con una documentata infezione virale durante la gravidanza avevano aumentato di 11 volte il rischio di tumore maligno del sistema nervoso.
Un ulteriore studio caso-controllo si è focalizzato sulle cure quotidiane e sui primi contatti sociali e su altri fattori di esposizione infettiva. I risultati mostrano una debole associazione positiva tra la mancanza di contatti sociali nel primo anno di vita e un aumento del rischio di sviluppo di un tumore del SNC nell'infanzia. Questo effetto è più evidente nel caso del medulloblastoma (OR: 1,78; 95% CI: 1,12-2,83). Tuttavia, altri indicatori di esposizione infettiva, quali la condivisione di camera da letto, la presenza di bambini in età scolare, e ordine di nascita non hanno sostenuto l'ipotesi di un effetto di protezione dell'esposizione infettiva.